# Casa de Suérquero
A Casa de Suérquero (conhecida na Suécia como Sverkerska ätten; em latim: Suercherus) foi uma das duas dinastias reais que governaram a Suécia entre 1130 e 1222. A outra dinastia rival proveio da Casa de Érico. O primeiro rei desta dinastia foi Suérquero I, e o último João I.[carece de fontes?] A Casa de Suérquero tinha a sua base na Gotalândia Oriental (Östergötland), e demarcava-se pela sua ligação à Dinamarca, pela sua aceitação da autoridade papal e pelo seu desejo de centralização do poder real. 
Durante o reinado de Suérquero I da Suécia, o culto pagão nórdico foi sucessivamente substituído pelo culto cristão, tendo sido construídos uma série de conventos, entre os quais Alvastra na Gotalândia Oriental, Nydala na Småland, Varnhem e Gudhem na Gotalândia Oriental. Enviado pelo papa, o cardeal Nicolau de Breakspear chegou à Suécia em 1153 para nomear um arcebispo. Para sede da arquidiocese havia duas propostas: Os Suíones pretendiam Velha Upsália e os Gautas Lincopinga. Não conseguindo atingir um acordo, o cardeal regressou a Roma, deixando o pálio arcebispal destinado à Suécia na arquidiocese de Lund, em território dinamarquês. 

## Reis da Casa de Suérquero
- Suérquero I (r. 1130–1156)
- Carlos VII (r. 1161–1167)
- Suérquero II (r. 1196–1208)
- João I (r. 1216–1222).